# ゴーイング、ゴーイング、ゴーン
『ゴーイング、ゴーイング、ゴーン』（Going, Going, Gone）は、ジャック・ウォマックの長篇小説。2000年発行。ウォマックによる「アンビエント」シリーズ（「ドライコ」シリーズとも呼ばれる）の第6作。日本では未訳。

## 概要
語り手は、1968年のニューヨークに暮らす青年となる。アンダーグラウンドカルチャーを好みつつ政府のもとで働く語り手の奇怪な体験が、シリーズ全体の結末へと繋がっていく。
ウォマックの言語へのこだわりは、過去のアメリカでクールとされたヒップスターなどの言葉遣いを登場人物にしゃべらせる点に現れている。語り手は、こった言い回しや冗談を多用し、これまでの作品とは打って変わった印象を与える。しかし、人種差別、暗殺など政治にからむ陰謀、圧政、冷戦、ヴェトナム戦争などが進行中であり、ときに語り手の身をも危うくする。
時系列において最後に当たる作品。最初にあたる『ランダム・アクツ・オブ・センスレス・ヴァイオレンス』は1998年が舞台であり、その約49年後が想定されている。

### キーワード
ケネディ家
ジョセフ・ケネディ1世の時代から、ナチスと親密な関係を結んでいる。大統領選挙では負け続けており、ロバート・ケネディが次の候補に有力視されている。
パーソナリティ・ダイナモ（Personality Dynamo）
新興宗教。自己啓発的な集会を開いており、薬物や催眠を用いる。幹部たちはリングリーダーと呼ばれる。"Max Your Po!"（Poはポテンシャルの意味）というキャッチ・フレーズを用いている。
ナチス
第二次世界大戦以降、アメリカと和平を結んでいる。ベルリンがソヴィエト連邦による原爆攻撃を受けたのち、多くのドイツ人がアメリカに移住した。ユダヤ人に行った人種差別の手法を黒人に用いてアメリカ政府に協力。科学分野では、アポロ計画や、血液検査による人種調査に協力。有色人種の血を引いているかどうかを調べている。

## 主な登場人物
ウォルター・ブリット（Walter Bullitt）
本作品の語り手。29歳。常に軽口を忘れないプレイボーイで、シアトル生まれのブラックアイリッシュ。フリーランサーとしてアメリカ政府で働く一方、ドラッグにも造詣が深い。レコード・コレクターで、ジャズやブルーズなど廃盤となった黒人音楽（Race record）を聴きあさっている。仕事では、スミス（Smith）という名を用いる。
ユーラリア・バックス（Eulalia Bax）
奇妙な言葉遣いをする美女。通称ユーリイ（Eulie）。モッズ風のファッションで現れ、ウォルターに付きまとわれる。自らを調査員だと語るが、仕事の内容や身の上を詳しく明かそうとしない。ときおり非常識な行動をとり、ウォルターを驚かせる。
クロエ・ジョセフィン（Chloe Josefyn）
ユーリイのボディガードである大柄の女性。通称クロージョウ（Chlojo）。ユーリイと同じく変わった言葉を話し、仕事を妨げる人間はためらわずに殺す。ジャマイカ系とスウェーデン系のハーフと語る。
トリッシュ（Trish）
ウォルターのガールフレンド。暇を見てはウォルターを連れ歩く。
マーティン（Martin）
アメリカ政府の職員。ウォルターの先輩格で、彼を今の仕事にスカウトした。その後もウォルターに助言をし、面倒を見ている。
ハミルトン（Hamilton）
司法省の人間。ロバート・ケネディを次期大統領にするための工作を進めており、その手駒としてジェイムズ・ケネディとウォルターを選ぶ。
ハーマン・サートリアス（Hermann Sartorius）
ハミルトンの同僚であるドイツ人。ナチであり、ユーリイやクロージョウの血統を疑う。
ジェイムズ・ケネディ（James Kennedy）
ロバート・ケネディの兄。一族の中では日陰者扱いで、政治には関わりを持たずにレコード店主をしている。客として来たウォルターと親しくなり、ダコタ・ハウスの自宅に招待する。
クルーイ・ルー（Crewy Lou）
新興宗教パーソナリティ・ダイナモの幹部。トリッシュやウォルターを集会へ誘う。
ルー、ケール、ニコ、アンガス（Lou, Cale, Nico, Angus）
ミュージシャン。ヴェルヴェット・アンダーグラウンドのメンバー。ウォルター行きつけのナイトクラブ《マクシス・カンサス・シティ》でライヴを行なう。
幽霊（ghost）
ウォルターに助けを訴えてくる存在。彼の部屋をはじめ、行く先々に出没するようになる。

## あらすじ
ぼろアパートに暮らすウォルターは、雇い主からの電話で目を覚ます。仕事について嫌々話を聞いてから、いつものようにナイトクラブへ向かうと、見慣れない美女2人組の姿があった。ちょっかいを出したウォルターは殺されかけるが、やがて彼女たちは彼の体験に興味をもつ。最近ウォルターは、幽霊のような声と姿に悩まされていたのだ。ウォルターの部屋を訪れた2人はユーリイにクロージョと名乗り、彼は再会を期待する。
ウォルターの周囲は、大統領選挙をひかえて危険を増しつつあった。新しい仕事は、ロバート・ケネディの兄であるジェイムズに接触することだという。ウォルターの雇い主は、今年の選挙でロバートを大統領にするために動いており、ナチスの人間まで姿を現す。不吉なものを感じつつも、ウォルターは引き受ける。
共通の音楽趣味をもつウォルターとジェイムズは親しくなるが、幽霊の現象も次第に目立つようになる。ユーリイの目的は謎のままで、彼女たちは神出鬼没の行動を続ける。ある日、新興宗教の集会に誘われたウォルターは、冷やかし半分でユーリイとクロージョウを誘うが、彼が想像もしなかった騒動が起きてしまう。

## 年表
以下は、シリーズ6作の記述をもとに本作品の出来事を年表にしたもの。特に1998年以降については、数年のずれが生じている可能性あり。ページ数はGrove press版ペーパーバックによる。

### ウォルターが住む世界の出来事
- 1840年代?：アイルランドでジャガイモ飢饉
- 1893年?：Mcgurk's Suicide Hallで最初の自殺(p18)
- 1911年?：コニーアイランドにドリームランドが建設される(p86)
- 1914年?：コニーアイランドにルナパークが建設される(p86)
- 1917年：マサイ族のサンボ、ブロンクス動物園へ。のちにドヴラトフ症候群で死亡(p141)
- 1926年：ドナルド・クック誕生パーティ。ハミルトンが出席(p9)
- 1938年9月29日?：ミュンヘン協定?
- 1939年?："The March of Time"で、駐英大使時代のジョセフ・ケネディ1世が紹介される(p12)
- 1939年?：ヒトラーからジョセフ1世にテープレコーダーが贈られる(p111)
- 1939年：ドイツとハンガリーのユダヤ難民、ロングアイランドへ大量移民(p)
- 1939年：ウォルター・ブリット誕生(p126)
- 1942年?："Perils of Nyoka"公開(p12)
- 1944年： "Black Harvest Blues" リリース(p108)
- 1940年代後半：現在ウォルターの住んでいるアパートが建てられる(p27)
- 1949年：ソヴィエト連邦、ベルリンに原爆投下。ヨーロッパからアメリカへの大量移民(p62)
- 1951年?：映画『地球の静止する日』公開
- 1954年：ウォルター、カレンとキス(p119)
- 1954年：ジョセフ・ケネディ1世が暗殺される(p96)
- 1950年代後半：ウォルター、シアトルからニューヨークへ来る。2週間後、部屋を見つける(p27)
- 1960年?：映画『サイコ』公開(p6)
- 1960年7月?：NASA、アポロ計画を発表
- 1960年：大統領選挙でジョセフ・ケネディ2世落選(p72)／リチャード・ニクソン勝利
- 1963年：パナマ危機(p94)
- 1963年9月?：ニクソン、ニューオーリンズで暗殺される(p6,72)／オズワルドの犯行(p71,72)／後任の大統領はヘンリー・カボット・ロッジJr.(p13,69）
- 1964年?：ロッジ、大統領に再選
- 1966年8月?：ジェイムズ・ケネディ、ウェストサイド・レコードの店主になる(p72)
- 1967年?：ビートルズ、『サージェント・ペパーズ』発表(p102)
- 1967年?：ヴェルヴェット・アンダーグラウンド&ニコ、1stアルバム発表
- 1967年?：ジェイムズ、クレイジー・ジョージからレコードを買う(p95)
- 1967年?：ブルックリン・ドジャース、ニューヨーク・ヤンキースに勝ちワールドシリーズ優勝(p193)
- 1968年2月13日（火）?：午後6時にベネットの電話(p2)／ウォルター、幽霊の声を聞く(p3)
- 1968年2月14日（水）?：ウォルター、ウィラード・ホテルでベネット達と会う(p7)／《マクシス・カンサスシティ》でトリッシュやボウデンと会う(p19)／ヴェルヴェット・アンダーグラウンド&ニコのライヴ(p20)／ウォルター、ユーリイ達を目撃(p21)／ナンパ男、殺される(p23)／ウォルター、クロージョウに殺されかける(p23)／ウォルターの部屋で幽霊を目撃(p39)
- 1968年2月15日（木）?：トリッシュと会い、テルミンを聴く(p50)／満月の夜を散歩(p55)
- 1968年3月4日（月）?：ウォルター、マーティンから電話(p56)／3月の家賃を払えると安心(p58)／その週最初の食事(p58)
- 1968年3月5日（火）?：ウォルター、パーソナリティ・ダイナモの集会へ行く(p61)
- 1968年3月6日（水）?：ウォルター、サートリアス達と会う(p68)／クロージョ、イタリア人街で殺人(p80)／ウォルター、マーティンと会う(p85)
- 1968年3月7日（木）?：ウォルター、ウェストサイド・レコードでジェイムズ・ケネディと会う(p88)
- 1968年3月9日（土）：ウォルター、ジェイムズと会う(p94)
- 1968年3月10日（日）?：ウォルター、トリッシュと会う(p98)／ジェイムズのアパートへ行く(p110)／バーで入店を断られたユーリイと会う(p114)
- 1968年3月11日（月）?：ウォルター、ベネット達と会う(p121)
- 1968年3月12日（火）?：ウォルター、トリッシュと会う(p129)／ジェイムズと会う(p132)／ユーリイ達と会う(p133)／買い物(p137)／自然史博物館でサンボを見る(p140)／パーソナリティ・ダイナモで殺人(p153)／ウォルターとユーリイ達、転移(p157)／ウォルター、転移中に幽霊を見る(p158)
- 1968年3月13日（水）?：ジェイムズ、撃たれる(p198)
- 1968年3月14日（木）?：ウォルター、帰還(p196)／ベネット達と会う(p201)／ジェイク出現(p205)／世界が一つになる(p208)
- 1968年11月：大統領選挙予定(p12)
- 1969年7月?：アポロ宇宙船、月面着陸予定。ナチスが協力(p55,56)

### ドライコの世界の出来事
- 1840年代：アイルランドでジャガイモ飢饉
- 1893年：Mcgurk's Suicide Hallで最初の自殺
- 1911年：コニーアイランドにドリームランドが建設される(p86)
- 1914年：コニーアイランドにルナパークが建設される(p86)
- 1938年：ローズヴェルト大統領、ジョセフ・ケネディ1世を駐英大使に任命
- 1938年9月29日：ミュンヘン協定
- 1942年?："Perils of Nyoka"公開(p12)
- 1944年：ジョセフ・ケネディ2世戦死
- 1951年：映画『地球の静止する日』公開
- 1960年：映画『サイコ』公開
- 1960年7月：NASA、アポロ計画を発表
- 1962年10月16日 - 28日：キューバ危機
- 1963年11月23日（土）：ジョン・F・ケネディ大統領がダラスで暗殺される。後任はリンドン・ジョンソン。
- 1964年：ジョンソン、大統領に再選
- 1967年：ビートルズ、『サージェント・ペパーズ』発表
- 1967年：ヴェルヴェット・アンダーグラウンド&ニコ、1stアルバム発表
- 1968年6月6日（木）：大統領選に出馬したロバート・ケネディが暗殺される
- 1968年7月20日（日）：アポロ11号、月面着陸(p185)
- 1968年：リチャード・ニクソン、大統領選挙に勝利
- 1969年：ジョセフ・ケネディ1世死亡
- 1969年8月15日 - 17日：ウッドストック・フェスティバル開催
- 1975年4月30日：サイゴン陥落。ヴェトナム戦争終結
- 2032年：イザベル、娘を出産(p174)
- 2032年?：イズ、死亡(p174)
- 2032年?：ジュディ、イズの死後に娘を引き取る(p174)
- 20??年：ジュディ、オマリイからドライコを継ぐ(p171)
- 20??年：ユーリイの母、自分の臓器を売り、死亡(p184)
- 2045年7月?：アリスに異常発生(p183)
- 2045年11月?：ユーリイ達、転移(p20)
- 2045年11月?：ユーリイ達、帰還(p45)
- 2045年12月?：ユーリイ達、転移(p77)
- 2045年12月?：ユーリイ達、帰還(p79)
- 2045年12月?：ユーリイ、転移(p114)
- 2045年12月?：ユーリイ、帰還(p120)
- 2045年12月?：ユーリイ達、転移(p133)
- 2045年12月?：ユーリイ達、ウォルターを連れ帰還(p157)／クロージョ、死亡(p159)／アリス停止(p183)／ウォルター、倒れる(p163)
- 2045年12月?：ウォルター、マダムと会う(p168)／グランドドウターと会う(p172)／ウォルター、ユーリイの家に泊まる(p187)
- 2045年12月?：ユーリイ、ウォルターを連れ転移(p195)

## シリーズの他作品との関連
シリーズ作品を時系列に沿って並べると、以下のようになる。
1. ランダム・アクツ・オブ・センスレス・ヴァイオレンス（Random Acts of Senseless Violence）
2. ヒーザーン（Heathern） - 1.の約半年後
3. アンビエント（Ambient） - 2.の約13年後
4. テラプレーン（Terraplane） - 3.の約4年後
  - ウォルターが生まれた頃、1939年の事件が語られている。
  - スターリンの失踪、ニューヨーク万博でのニコラ・テスラの実験、ロバート・ジョンソンのライヴについて語られている。
5. エルヴィシー（Elvissey） - 4.の約16年後
  - 1954年の事件が語られている。
  - 第2次世界大戦の結末、スターリン失踪後のソ連について語られている。
6. ゴーイング、ゴーイング、ゴーン（Going, Going, Gone） - 本作品。5.の約14年後